# 冯永胜
冯永胜（1973年11月—），男，汉族，中国陕西省彬州市委常委、常务副市长，主要负责发展改革、营商环境、人力资源和社会保障、应急管理、政府职能转变和“放管服”改革、政务公开、外事接待、统计、税务、金融、重大风险防范等方面的工作。